# اداره ملی ستندرد افغانستان
اداره ملی ستندرد  سازمانی در افغانستان برای رعایت اصول اقتصادی است. هدف این سازمان انکشاف اقتصادی، تقویه سکتور خصوصی، حمایت از مستهلکین و حفاظت محیط زیست از طریق تدوین، تصویب، تطبیق و نظارت بر تطبیق ستندرد های ملی می‌باشد 